# Crazy World (Kisha-Album)
Crazy World ist das zweite Studioalbum der Schweizer Mundart- und Popsängerin Kisha. Es erschien am 10. März 2002 bei dem Plattenlabel Ariola.

## Hintergrund
Am 10. März 2002 erschien die Single Hello, die in der Schweiz ein Erfolg wurde. Das aus vierzehn Titeln bestehende Studioalbum Crazy World kam am selben Tag beim Plattenlabel Ariola heraus und wurde alleinig von Brigitte Angerhausen produziert. Mit dem Lied Read Between The Lines enthält es auch eine Coverversion der belgischen Sängerin Patsy. Es ist Kishas zweites Album, das sie bei dem Plattenlabel Ariola herausbrachte.
Das Frontcover zeigt Kishas Gesichtshälfte als Nahaufnahme, über die Nase verläuft eine blonde Haarsträhne. Unter dem linken Auge steht der Künstlername, darunter klein der Albentitel.

## Titelliste
| Nr. | Titel                                           | Autor(en)                                       | Produzent(en)        | Länge |
| --- | ----------------------------------------------- | ----------------------------------------------- | -------------------- | ----- |
| 1.  | Alive                                           | Edward, Vivian                                  | Brigitte Angerhausen | 3:36  |
| 2.  | Hello                                           | Johan Daansen, Kobel, Walker, Michael Drake     | Brigitte Angerhausen | 3:21  |
| 3.  | One Second                                      | Walker, Simon Kistler                           | Brigitte Angerhausen | 4:32  |
| 4.  | Shame                                           | Edward, Vivian                                  | Brigitte Angerhausen | 4:21  |
| 5.  | Nobody Like Me                                  | Brigitte Kobel, James Slater                    | Brigitte Angerhausen | 3:45  |
| 6.  | Crazy World                                     | Brigitte Kobel, James Slater, Norman Nitzel     | Brigitte Angerhausen | 4:22  |
| 7.  | Sometimes                                       | Simon Kistler, Eddie Walker                     | Brigitte Angerhausen | 3:51  |
| 8.  | Read Between The Lines (Coverversion von Patsy) | Jens Frisch                                     | Brigitte Angerhausen | 3:06  |
| 9.  | Survivor                                        | Daniel Schaub, Philipp Schweidler, A. Signorini | Brigitte Angerhausen | 3:28  |
| 10. | Angels                                          | Brigitte Kobel, James Slater                    | Brigitte Angerhausen | 3:33  |
| 11. | Trying To Control Me                            | Adrian Stern                                    | Brigitte Angerhausen | 3:49  |
| 12. | Thank You                                       | Brigitte Kobel, Norman Nitzel                   | Brigitte Angerhausen | 4:01  |
| 13. | Probably                                        | Billy Steinberg, Jimmy Harry, Lisa Loeb         | Brigitte Angerhausen | 3:03  |
| 14. | Anything but Love                               | Johan Daansen, Brigitte Kobel, Michael Drake    | Brigitte Angerhausen | 4:01  |

## Chartplatzierungen
| ChartsChartplatzierungen | Höchstplatzierung | Wochen |
| ------------------------ | ----------------- | ------ |
| Schweiz (IFPI)           | 15 (6 Wo.)        | 6      |